# Pseudocomitatenses
Los pseudocomitatenses fueron un tipo de regimiento del ejército romano tardío. Aunque luchaban junto con los comitatus (ejércitos móviles de mayor grado), tenían un estatus inferior a los comitatenses, los regimientos regulares del ejército de comitatus. Esto se debe a que procedían de los ejércitos fronterizos, de menor grado, de limitanei. Los regimientos de limitanei a menudo se unían a los comitatus para campañas específicas, y en ocasiones eran retenidos por los comitatus durante largos periodos con el título de pseudocomitatenses, lo que implicaba que tenían una capacidad de combate relativamente buena.